# Смит, Мэтт
Мэ́ттью Ро́берт Смит (англ. Matthew Robert Smith; род. 28 октября 1982, Нортгемптон) — английский актёр театра, кино и телевидения, а также кинорежиссёр. Наиболее известен ролями Одиннадцатого Доктора в научно-фантастическом телесериале «Доктор Кто» (2010—2014), за что в 2011 году был номинирован на телевизионную премию BAFTA, принца Филиппа в историческом телесериале «Корона» (2016—2017), за что в 2018 году номинирован на прайм-таймовую премию Эмми, и Деймона Таргариена в фэнтезийном телесериале «Дом Дракона» (с 2022 года).
В детстве мечтал стать футболистом, но из-за травмы спины был вынужден уйти из профессионального спорта. В 2003 году он присоединился к труппе Национального молодёжного театра при Университете Восточной Англии, где сыграл свою первую роль в спектакле «Убийство в соборе». В 2007 году Смит дебютировал на Вест-Энде, вместе с Кристианом Слейтером сыграв в театральной постановке фильма «Среди акул», а спустя год — в спектакле «То лицо».
В 2006 году Смит впервые появился на телевидении, сыграв Джима Тейлора в экранизациях работ Филипа Пулмана «Рубин во мгле» и «Тень „Полярной звезды“», а первой значительной ролью Смита стала роль Дэнни в сериале Би-би-си «Дикая вечеринка» в 2007 году. В кино сыграл роли Томми и его клона в научно-фантастическом фильме «Чрево» (2010), физического воплощения Скайнета в боевике «Терминатор: Генезис» (2015), сутенёра Джека в психологическом фильме ужасов «Прошлой ночью в Сохо» (2021) и Майло Морбиуса в супергеройском фильме «Морбиус» (2022).

## Ранняя жизнь и образование
Родился и вырос вместе со своей семьёй и старшей сестрой в Нортгемптоне, графство Нортгемптоншир, Великобритания и получил образование в нортгемптонской средней школе для мальчиков, где был старостой и преуспел в спорте, музыке и театральном искусстве. Он мечтал стать профессиональным футболистом, как и его отец, Дэвид Смит, который играл за команду «Ноттс Каунти», а позже стал управлять собственным бизнесом по переработке пластмассы. Мэтт играл в молодёжных составах «Нортгемптон Таун» (с 11 до 12-ти лет), «Ноттингем Форест» (с 12 до 14-ти лет) и «Лестер Сити» (с 15 до 16-ти лет). В 16 лет он получил серьёзную травму спины и по настоянию отца был вынужден оставить спортивную карьеру. Ежедневно в течение года отец возил его на физиотерапию в Лестер, но Мэтт так и не набрал прежнюю спортивную форму. Его учитель, вопреки желанию самого Мэтта, записал его на роль десятого присяжного заседателя в адаптации пьесы «Двенадцать разгневанных мужчин». Хотя Смит и сыграл в постановке, он отказался продолжать актёрскую карьеру и принять участие в театральном фестивале. Однако учитель настоял и уговорил Мэтта присоединиться к лондонскому Национальному молодёжному театру. После окончания школы Мэтт рассматривал варианты продолжения обучения в Кембридже, как хотели многие из его одноклассников, а также планировал изучать политику в Шеффилде. В одном из интервью Смит отмечает: «Я просто хотел быть умным или хотел казаться умным. Хотел ходить в краснокирпичный университет и говорить „О, я занимаюсь политикой“. Раньше я читал книги Гора Видала и думал, что был крутым». В итоге он поступил в Университет Восточной Англии в Норвиче, где занялся изучением актёрского мастерства и литературного творчества.
Первыми ролями Смита были Томас Бекет в «Убийстве в соборе», а также Фагот в театральной постановке романа «Мастер и Маргарита» в Национальном молодёжном театре. Последняя роль дала актёру возможность нанять агента и получить первые профессиональные роли в спектаклях «Новые убийства» режиссёра Уилсона Милиама и «На берегу необъятного мира» Сары Фрэнком. Из-за нехватки времени Смит заключил договор с университетом и окончил последние два курса экстерном.

## Профессиональная актёрская карьера
Будучи занятым в постановке «На берегу необъятного мира», Смит получил место в Королевском национальном театре в Лондоне. Закончив сезон в Норвиче, он получил роль Локвуда, ученика в пьесе Алана Беннетта «Любители истории». После этого он сыграл в подростковом спектакле Burn/Chatroom/Citizen режиссёра Анны Макмин и вместе с Кристианом Слейтером в театральной постановке фильма 1994 года «Среди акул», которая стала его дебютом на Вест-Энде. Первой ролью Смита на телевидении стал кокни-оборванец Джим Тэйлор в экранизациях работ Филипа Пулмана «Рубин во мгле» и «Тень „Полярной звезды“». Там он работал вместе с Билли Пайпер, которая играла роль Салли Локхарт. В третий раз он встретился с Пайпер в одном из эпизодов телесериала «Тайный дневник девушки по вызову».

### Первые крупные работы (2006—2009)
Первой крупной работой Мэтта на телевидении стала роль в драматическом телесериале BBC «Party Animals», рассказывающем о жизни политических консультантов при парламенте Великобритании в Вестминстере. Персонаж Смита — Дэнни Фостер, специалист по исследованиям в хоум-офисе под руководством заместителя министра и лейбориста Джо Портер (Ракель Кэссиди). В свои 26 лет Дэнни предстаёт как умный, помешанный на политике, но робкий молодой человек, а сюжетные линии сериала затрагивают его взаимоотношения с Кирсти Маккензи (Андреа Райзборо), его стажёром, а также попытки исправить собственные ошибки, которые могут стоить Портеру карьеры. Сериал включает в себя восемь эпизодов и транслировался с января по март 2007 года.
В одном из интервью в 2007 году Смит обсуждал своего персонажа в «Party Animals». Он резюмировал, что Дэнни обладает романтизированным взглядом на мир политики, в то время как в других областях, таких как семья и друзья, он более циничен. Он был втянут в политические дела своего отца, родившись практически с «политикой в крови», и, несмотря на свой молодой для государственного служащего возраст, верен Портеру и компетентен во вверенных ему вопросах. Смит также отметил эмоциональную и интеллектуальную зрелость своего персонажа: эмоционально он испытывает недостаток доверия к женщинам, что отчётливо проявляется в его попытках завязать отношения с Кристи Маккензи, однако Смит изобразил его более заботливым и чувствительным, «неумело саркастичным и остроумным».
В 2007 году Смит сыграл Генри в спектакле Полли Стенхем «То лицо» в театре Ройал-Корт в Челси вместе с Линдси Дункан, сыгравшей мать-алкоголичку Генри, Марту, и Фелисити Джонс (позже заменена Ханной Мюррей), сыгравшей его сестру-наркоманку, Мию. «То лицо» фокусируется на алкогольной и наркотической зависимости в семьях среднего класса после ухода из семьи отца. Генри — восемнадцатилетний амбициозный художник, который испытывает влечение к собственной матери и оставил школу, чтобы заботиться о ней. Чтобы подготовиться к роли, актёры беседовали со страдающими алкоголизмом и членами их семей. Смит обсуждал отношения своего героя с матерью в интервью лондонской газете Evening Standard.
Есть одна заковыристая штука, доводящая меня до головокружения: почему он просто не ушёл? Если говорить о Генри, он был по-настоящему убеждён — а, может быть, верил в это — что он сможет изменить свою мать. Когда она, наконец, отстраняется от него, чтобы отправиться в реабилитационный центр, его личность рушится. Его жертва была напрасной.
— Мэтт Смит, 6 мая 2008, Evening Standard

### «Доктор Кто» (2010—2013)

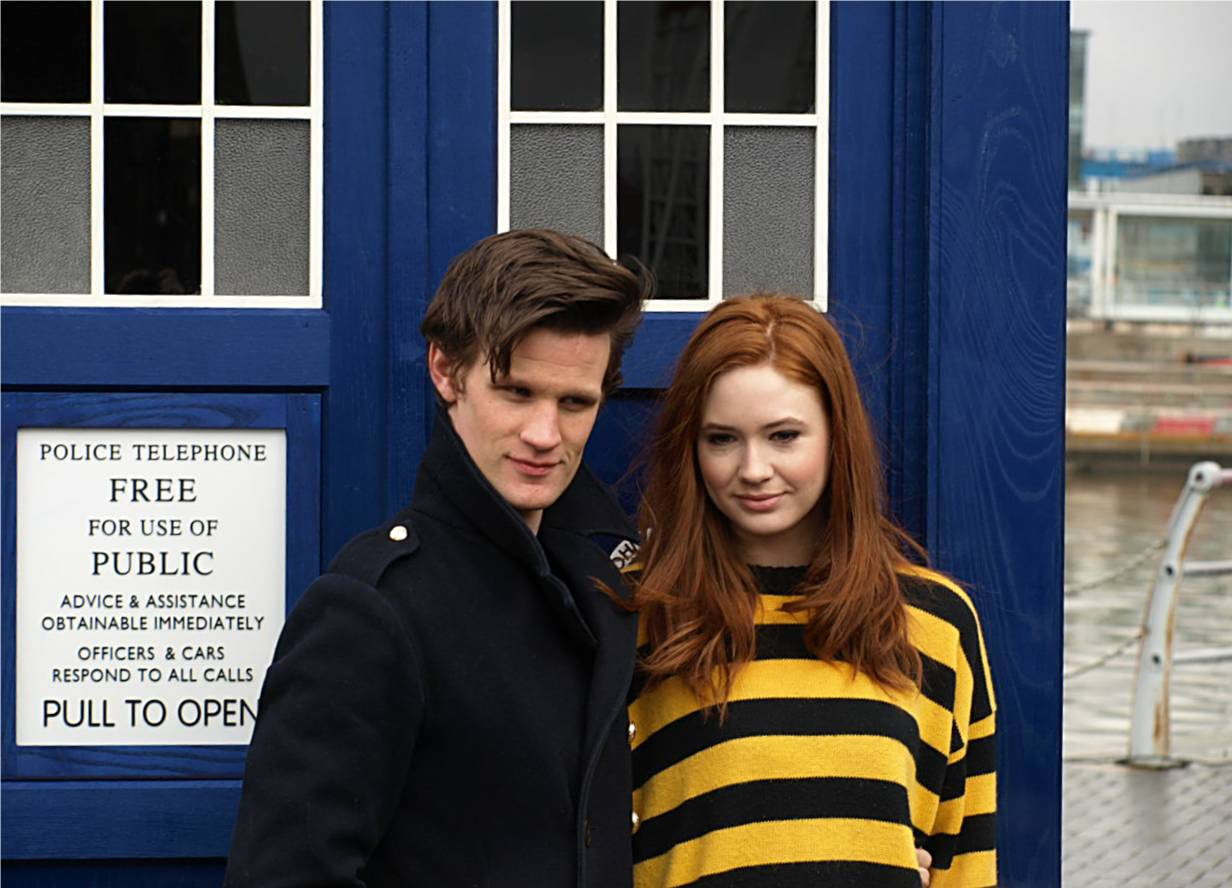
Мэтт Смит и его партнёрша по «Доктору Кто» Карен Гиллан в Солфорде 31 марта 2010 года в рамках серии поездок по Великобритании с рекламой сериала

О том, что Мэтт Смит был выбран на роль Одиннадцатого Доктора в британском научно-фантастическом сериале «Доктор Кто», стало известно 3 января 2009 года в программе BBC Breakfast. Он заменил Дэвида Теннанта, который заявил о своём уходе в октябре 2008 года. До получения роли Смит ни разу не смотрел телесериал и был относительно неизвестным актёром в сравнении с остальными претендентами, в числе которых были Шон Пертви, Кэтрин Зета-Джонс, Джозеф Патерсон, Рассел Тови, Джеймс Несбитт, Чиветел Эджиофор. Смит был назван в качестве возможного преемника Теннанта меньше, чем за день до того, как Одиннадцатый Доктор был анонсирован официально. Невысокая популярность Смита породила в газетах заголовки «Доктор кто?» (иначе «Какой Доктор?»), являющиеся каламбуром на название сериала.
Мэтта выделяет то, что он, к удивлению, никогда не смотрел шоу, но при этом его интонации безупречны. Он понял эту роль. Он заразился лёгкостью, юмором, ненормальностью. Мгновенно. Это был очевидный выбор.
— Стивен Моффат о кастинге Смита, «Доктор Кто: Конфиденциально», эпизод «Зовите меня Доктор»

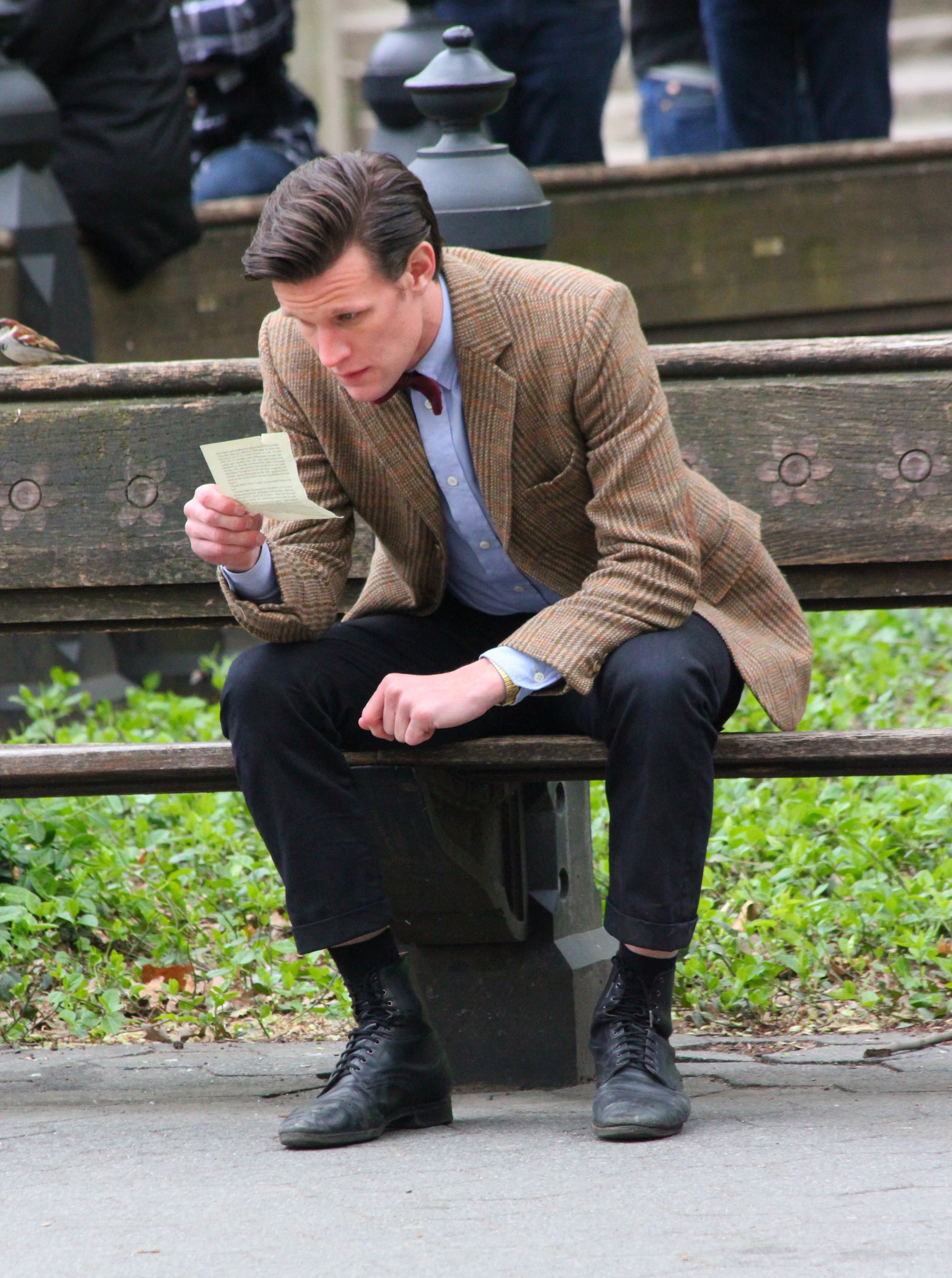
Смит в роли Доктора на съёмках пятого эпизода седьмого сезона. Нью-Йорк, 11 апреля 2012

Смит проходил прослушивание на роль в первый день. Команда, состоящая из продюсера сериала Стивена Моффата и телепродюсера Пирса Венджера, сразу же выделила его из числа остальных на основе первичного кастинга. Смит ранее пробовался на роль Джона Ватсона в телесериале «Шерлок», над которым также работал Моффат, но последний посчитал его типаж более эксцентричным и близким к Холмсу, роль которого уже получил Бенедикт Камбербэтч.
В момент, когда Смит получил роль, ему было 26 лет — на три года меньше, чем пятому Доктору Питеру Дэвисону, ранее считавшемуся самым молодым Доктором. После трёх недель кастинга Моффат и Венджер согласились, что Смит — лучшая кандидатура. ВВС выразили опасение относительно выбора продюсеров, посчитав, что 26-летний актёр не совсем подходит для образа Доктора; Венгер же убедил компанию, что Смит отлично проявил себя в «Party Animals» и подчеркнул его живость и подвижность. Поклонники шоу разделились: часть окрестили Смита неопытным и слишком молодым для этой роли, другие отмечали потенциал, проявленный им на телевидении и в театре.
В июне 2010 года Смит появился вместе с группой Orbital на фестивале в Гластонбери, исполнив на синтезаторе ремикс заглавной музыкальной темы сериала. Вместе с Карен Гиллан Мэтт Смит стал телеведущим инструментального концерта Doctor Who Prom в Альберт-холле 24 и 25 июля 2010 года, на котором была исполнена музыка из сериала. На данный момент Смит в роли Доктора снялся в трёх сезонах и полнометражном фильме «Доктора Кто» и двух эпизодах «Приключения Сары Джейн», а в июне 2011 года BBC объявили, что актёр подписал контракт ещё как минимум на один сезон, состоящий из четырнадцати эпизодов, а сам Смит сказал, что разговоры о его замене пока не ведутся.
15 ноября 2013 года вышла телепередача «Наука в Докторе Кто», ведущим которой является Брайан Кокс. Мэтт Смит появился в ней в роли Доктора. Также Смит появлялся в роли самого себя в докудраме «Приключения в пространстве и времени», вышедшей 21 ноября 2013 года. За несколько дней до юбилейной серии «День Доктора» присутствовал на приёме в Букингемском дворце, устроенном супругой младшего сына королевы Великобритании Елизаветы II графиней Уэссекской Софи.
1 июня 2013 года было объявлено, что в восьмом сезоне Доктора будет играть новый актёр. Последней серией с Мэттом Смитом в роли Доктора стал рождественский спецвыпуск 2013 года. В роли Доктора его заменил Питер Капальди. В интервью 2016 года Смит высказал сожаление, что не остался на следующий сезон, так как ему хотелось подольше поработать с напарницей по сериалу Дженной Коулман.

### Другие работы в 2010—2013 годах

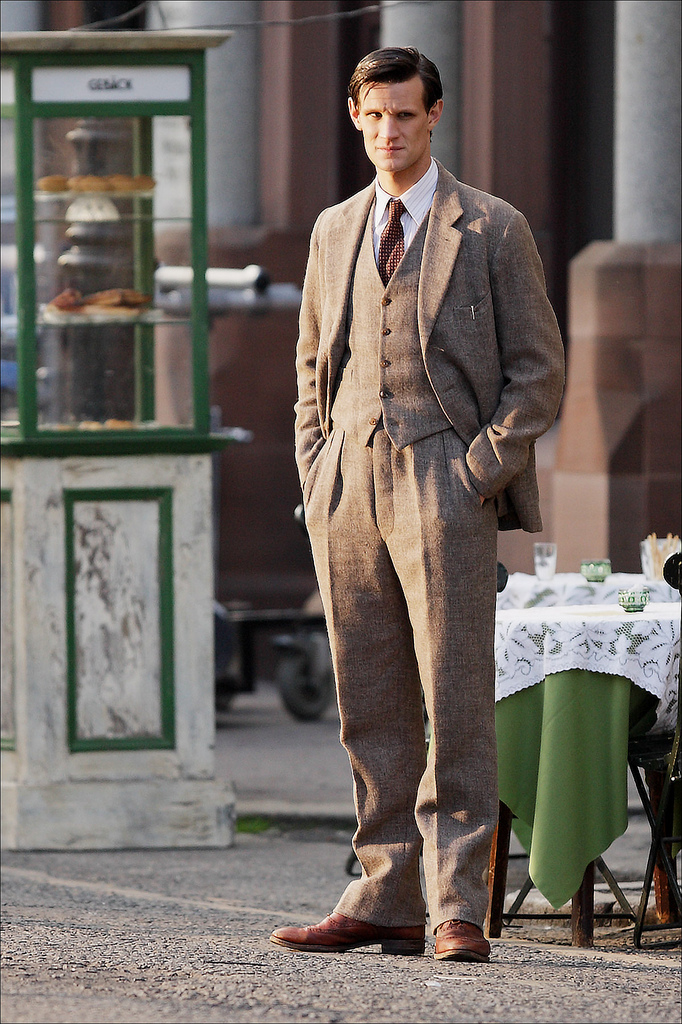
Смит на съёмках фильма «Кристофер и ему подобные» в Белфасте 5 июня 2010 года

В 2010 году Смит появился в фильме «Чрево» венгерского режиссёра Бенедека Флигауфа, а его партнёршей по картине стала актриса Ева Грин. Некоторые издания назвали факт участия нового Доктора достаточным, чтобы вызвать интерес к картине. Действие картины происходит в мире, где клонирование доступно обычным людям, и главная героиня Ребекка в исполнении Евы Грин клонирует погибшего друга детства Тома, которого сыграл Смит.
Следующей работой актёра стала роль писателя Кристофера Ишервуда в драме «Кристофер и ему подобные» режиссёра Джеффри Сакса, являющейся экранизацией телеканалом BBC одноимённого автобиографического произведения о жизни писателя в Берлине в 1930-е годы. Мать его героя снова сыграла Линдсей Дункан, с которой он работал ранее в спектакле «То лицо»; партнёршей Смита стала актриса Имоджен Путс, сыгравшая Джейн Росс. Съёмки проходили летом 2010 года в Белфасте. Из-за того, что Смит в тот момент уже играл в «Докторе Кто», он не мог появиться в фильме полностью обнажённым. Сакс прокомментировал: «BBC сказали мне, что я не должен показывать голый зад Доктора Кто. Они много вложили, чтобы сделать из него одиннадцатого Доктора, и, очевидно, стремились защитить своё имущество». Сам Мэтт занимался чтением работ Ишервуда и копировал его манеру разговора, часто повторяя фразу «Ai am a wrrri-ter!» (искажённое «I am a writer!»). «Я хотел бы быть в Берлине в 1930 году», — отмечал Мэтт Смит. — «Это было сумасшедшее, декаданское место. Разве не интересно, что именно здесь начинается самый ярый и жестокий период мирового фашизма, и одновременно является одним из самых либеральных мест».
В августе 2011 года начались съёмки телевизионного фильма «Берт и Дики» об Олимпийских играх 1948 года, в котором Мэтт Смит сыграл британского гребца и олимпийского чемпиона Берта Бушнелла. Роль его напарника Дики Бёрнелла сыграл Сэм Хоар. Фильм был показан на BBC в июне 2012 года.
26 мая 2012 года в Кардиффе Смит принял эстафету олимпийского огня, предваряющую летнюю Олимпиаду в Лондоне. Накануне, на шоу BBC Breakfast, он прокомментировал событие: «Я очень неуклюжий и надеюсь не упасть. Думаю, эта эстафета прибавляет чувства патриотизма и в мероприятии поучаствовало множество людей. Такая возможность даётся один раз в жизни».

### Карьера после 2013 года

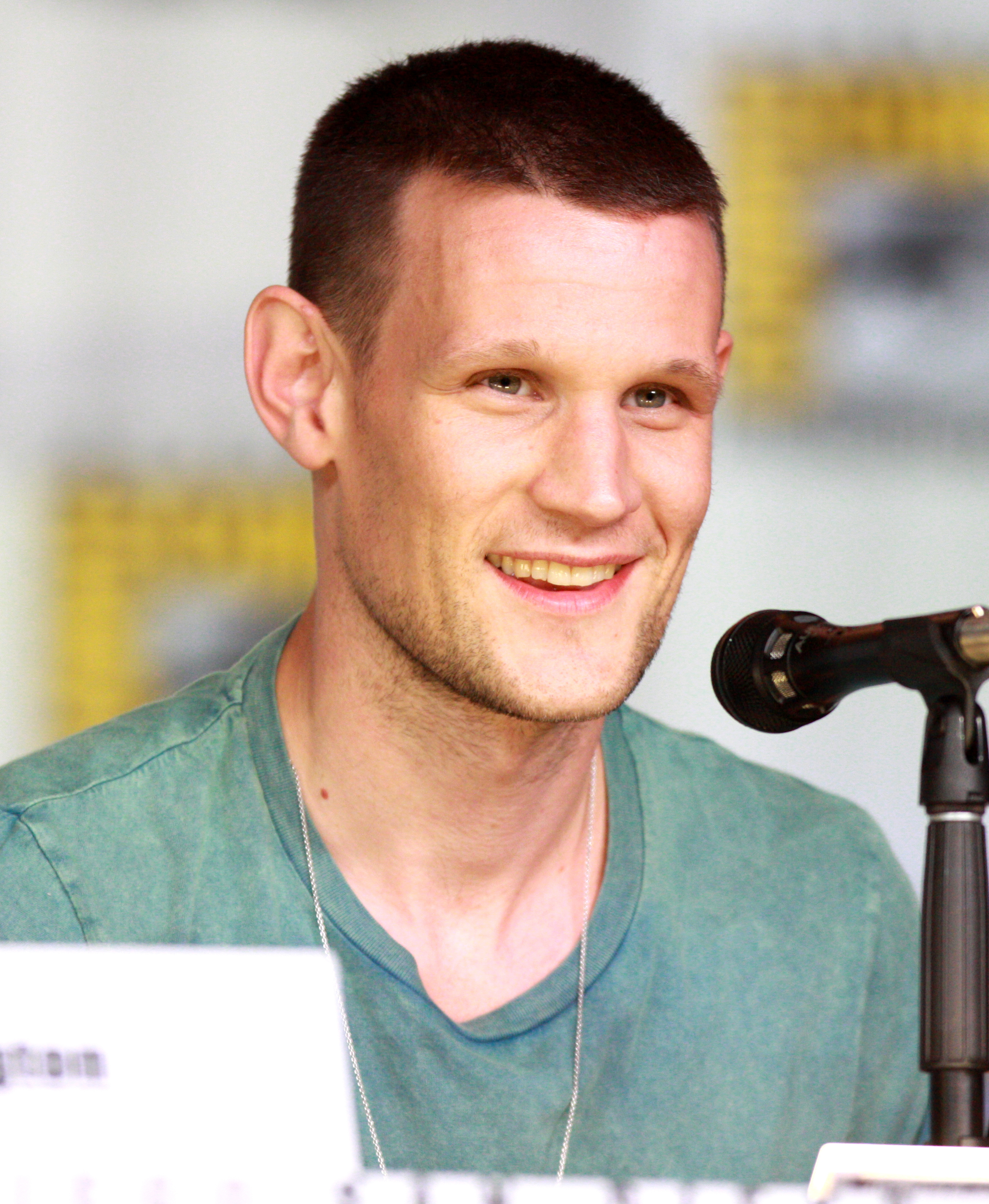
Смит на San Diego Comic-Con в июле 2013 года.

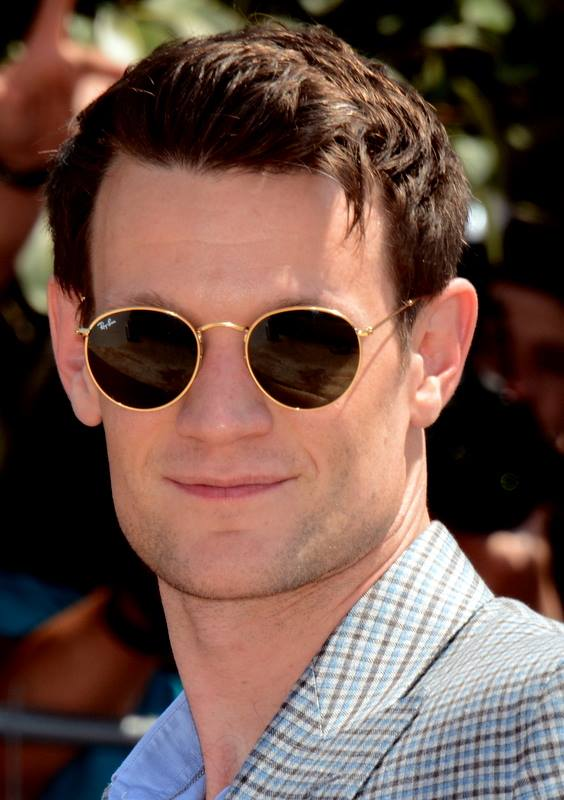
Смит на Каннском кинофестивале 2014.

Смит сыграл в фильме «Как поймать монстра» (2014), режиссёрском дебюте Райана Гослинга. Появился в роли физического воплощения Скайнета в фильме-боевике «Терминатор: Генезис» (2015). Должен был продолжить сниматься в шестом и седьмом фильмах франшизы, но их производство было прекращено из-за провала фильма в кинопрокате и рецензиях.
В июне 2015 года Смит был выбран на роль принца Филиппа, мужа королевы Елизаветы II, в историческом телесериале Netflix «Корона». Он играл эту роль в первых двух сезонах (2016—2017), за что в 2018 году был номинирован на премию «Эмми» в категории «Лучшая мужская роль второго плана в драматическом телесериале».
В ноябре 2014 года было объявлено, что Смит сыграет главную роль в боевике-триллере «Нулевой пациент», который вышел в 2018 году и получил отрицательные отзывы. В октябре 2019 года Смит выступил вместе c напарницей по сериалу «Корона» Клэр Фой в театральной постановке пьесы «Лёгкие» театра «Олд Вик». Смит сыграл сутенёра Джека в психологическом фильме ужасов Эдгара Райта «Прошлой ночью в Сохо» (2021). В 2021 году появился в музыкальных клипах к песням «We’re On Our Way Now» и «Flying on the Ground» британской рок-группы Noel Gallagher’s High Flying Birds. Смит сыграл в фильме вселенной Человека-паука от Sony «Морбиус» (2022) в роли вампира Люсиана / Майло Морбиуса, хотя первоначально его персонаж был объявлен как суперзлодей Локсиас Краун / Голод. Фильм был оценён негативно, но актёрская игра Смита получила похвалу от критиков.
В 2020 году Смит был выбран на роль Деймона Таргариена в фэнтезийном телесериале HBO «Дом Дракона», который является приквелом к телесериалу «Игра престолов». Премьера первого сезона состоялась в августе 2022 года. Благодаря этому сериалу был номинирован в 2023 году на премию «Выбор телевизионных критиков» за лучшую мужскую роль второго плана в драматическом сериале. В июне 2024 года прошла премьера второго сезона с его участием.
В 2024 году Смит вернулся на Вест-Энд с ролью в постановке пьесы Генрика Ибсена «Враг народа». Там он сыграл главную роль доктора Томаса Стокмана, а роль его дочери Петры исполнила актриса Джессика Браун Финдлей.
В августе 2025 года СМИ объявили, что Смит утверждён на роль главного злодея в фильме «Звёздные войны: Старфайтер», премьера которого запланирована на 28 мая 2027 года.

## Критика и оценка творчества
Игра Смита в спектакле «То лицо» была удостоена положительных отзывов, в частности, кульминационная сцена, где Генри, одетый в нижнее бельё своей матери, рухнул в глазах собственного отца. Актёрский состав спектакля был номинирован на Премию Лоренса Оливье, а Смит стал обладателем премии издания Evening Standard за лучший дебют. После перехода актёра на Вест-Энд его исполнение роли Генри было неоднократно отмечено такими изданиями, как Evening Standard, Daily Express, The Guardian и The Times.

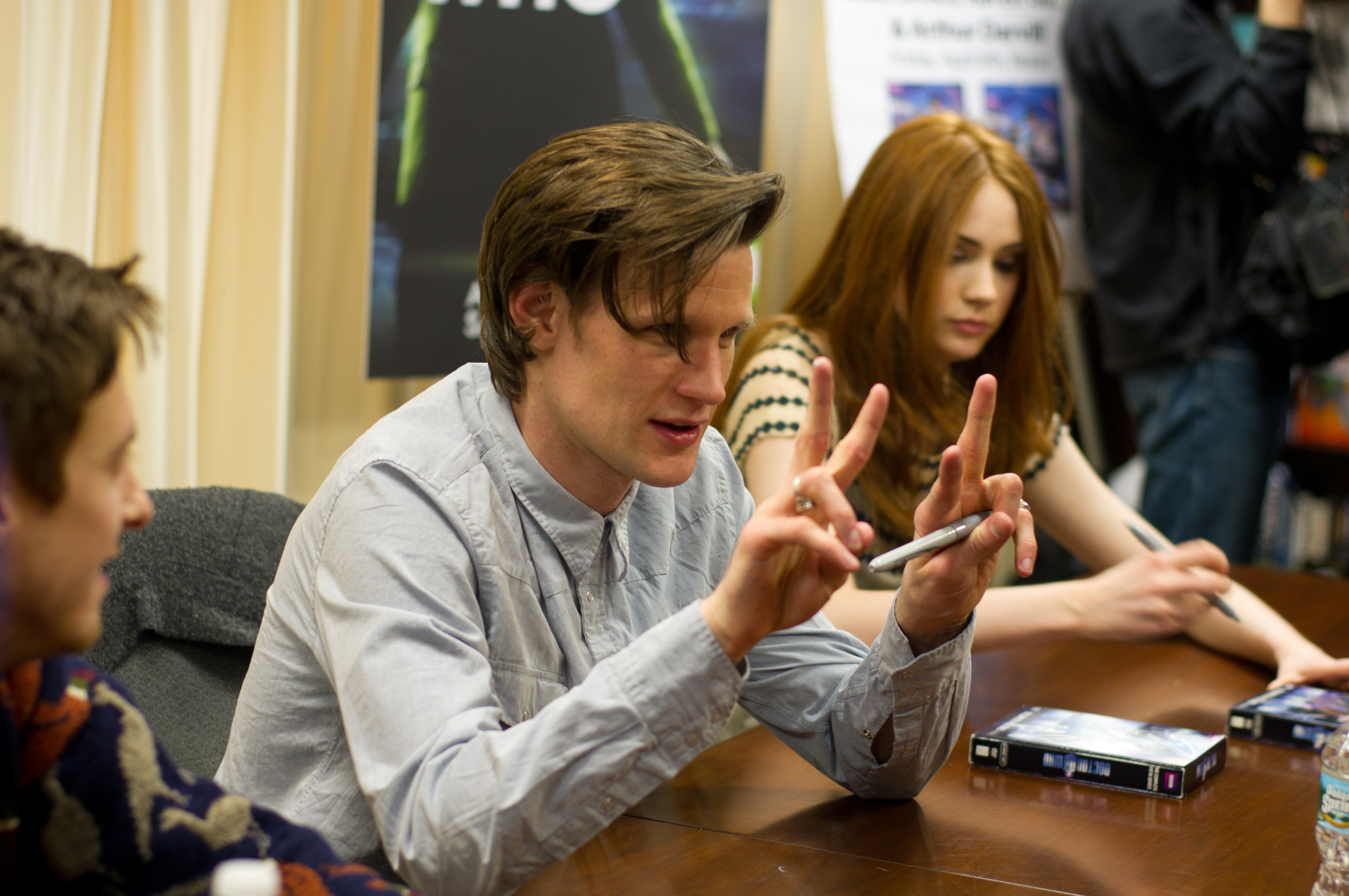
Артур Дарвилл, Мэтт Смит и Карен Гиллан во время автограф-сессии «Доктора Кто» в Barnes & Noble в апреле 2011 года

У Доктора в исполнении Смита часто присутствовали живость, подвижность и мимика, что вкупе смотрелось необычно для сериала. Бенджи Уилсон, репортёр The Telegraph: «К концу эпизода, в своём твидовом пиджаке и галстуке-бабочке, как инди-группа Professor Quatermass — вы уже забыли его знаменитого предшественника. В самом деле, Смит может оказаться лучшим Повелителем времени из многих. <…> По сути, Доктор должен быть сумасшедшим инопланетянином, и Смит выглядит именно так, даже не успев открыть рта». Смит получил статус самого «донкихотского, беззаботного Доктора из всех», «чокнутого, совершенно нового и в то же время очень старого». За игру в своём первом эпизоде, «Одиннадцатый час», Смит был номинирован на премию National Television Awards в категории «Лучшая игра в драматическом сериале». Шестой сезон (второй для Смита) принёс ему победу в категории «Лучший актёр в фантастическом фильме» на вручении премии Scream Award, номинацию на телевизионную премию BAFTA в категории «Лучший актёр» и вторую номинацию на National Television Awards. По словам Стивена Моффата, «чтобы держать Голливуд в страхе» и ввиду успеха Смита в роли Доктора, он увеличил ему зарплату с 200 тыс. фунтов стерлингов в год (что было значительно меньше, чем получал Теннант) вдвое.
В фильме «Кристофер и ему подобные» Смит стал очередным примером того, как актёр-гетеросексуал играет открытого гомосексуала; в 2009 году британский актёр Колин Фёрт сыграл в похожем проекте — адаптации романа Ишервуда «Одинокий мужчина». Обозреватель The Guardian Сэм Волластон выделил игру Смита, назвав его «привлекательно распутным, обаятельным, умным и смешным», а Джон Ллойд из Financial Times, напротив, нашёл перевоплощение Смита в гея «некомфортным», похвалив при этом сцены между Кристофером и его матерью, которые на общем фоне фильма выглядели выразительно. За роль в фильме Смит получил номинацию на британскую ЛГБТ-премию Stonewall Awards в категории «Артист года».

## Увлечения

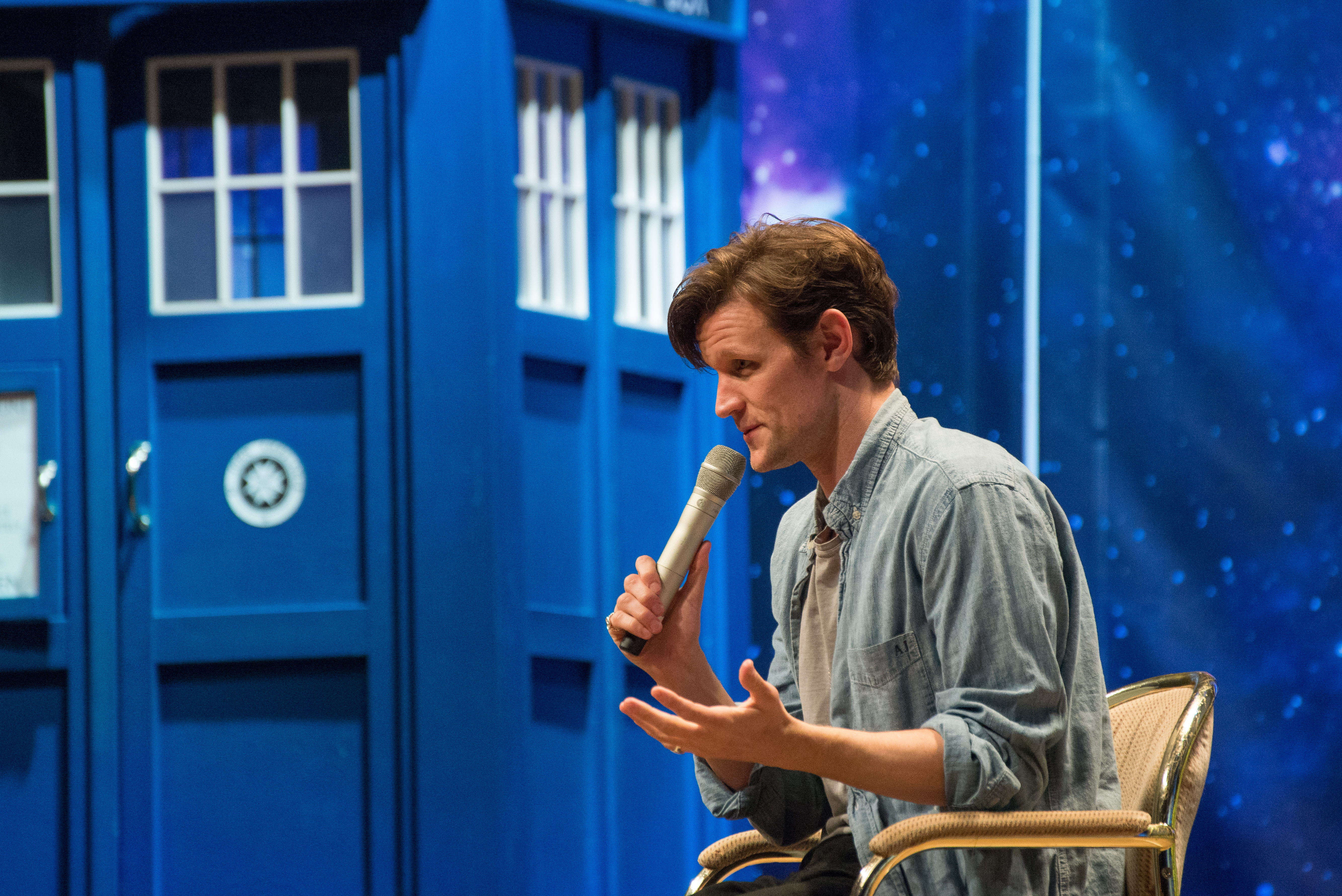
Смит на фестивале FedCon 2017.

Смит увлекается фотографией и литературой, в частности, творчеством шотландской писательницы Кэрол Энн Даффи. Играет на фортепиано и даже в шутку предложил создателям «Доктора Кто» добавить в обновлённую ТАРДИС пианино. Фанат групп Radiohead, которую называет своим источником вдохновения, а также Pink Floyd, с которой его познакомил отец. Смит отмечал, что ввиду широкого круга интересов, в будущем, возможно, видит себя как в качестве музыканта, так и в кресле режиссёра или за операторской камерой. По собственному убеждению, «занимается коллекционированием вещей, которые ему не нужны», в данный момент — антикварной мебели. Увлекается игрой в шахматы; на одной из конвенций, посвящённых «Доктору Кто», в образе своего персонажа сыграл с тремя маленькими мальчиками: «Шахматы — это блестяще, это битва интеллектов. Когда я играю, я отношусь к этому очень серьёзно и не могу оторвать глаз от доски». В интервью The Guardian Смит признался, что является атеистом: «Я не религиозен. Вообще. Я атеист».
Мэтт и его отец играли на одной и той же позиции — в центральной защите, и оба являются поклонниками футбольного клуба «Блэкберн Роверс». Футбольные навыки пригодились Мэтту на съёмках «Доктора Кто». В эпизоде «Квартирант» пятого сезона сериала Доктор пытается пробовать жить обычной жизнью и, чтобы подружиться со своим соседом, отправляется на футбольный матч с его друзьями, удивляя пришедших своими футбольными навыками.

## Семья и личная жизнь
Его мать Линн и отец Дэвид владеют небольшим бизнесом по переработке пластмассы; старшая сестра Лаура Джейн Смит — танцовщица, долгое время гастролировала вместе с группой Take That.
В 2006 году недолгое время встречался со своей коллегой по экранизациям Пулмана Билли Пайпер. В 2009 году встречался с бразильской певицей и актрисой Майаной Морой, с которой расстался спустя несколько месяцев. С 2010 года его неоднократно замечали в компании британской модели Дэйзи Лоу; свои отношения пара подтвердила только спустя год. В ноябре 2011 года несколько британских газет сообщили об их расставании после восемнадцатимесячного романа.
3 июня 2014 года Мэтт Смит был с Лили Джеймс на Каннском кинофестивале, после чего пошли слухи об их отношениях. 9 июня 2014 года они были замечены вместе, что, согласно новостному источнику, подтверждает слухи. В декабре 2019 года пара распалась. В 2020 году они снова сошлись, но через некоторое время решили окончательно расстаться.

## Актёрские работы

### Кино и телевидение
| Год       |     | Русское название                     | Оригинальное название           | Роль                |
| --------- | --- | ------------------------------------ | ------------------------------- | ------------------- |
| 2006      | тф  | Рубин во мгле                        | The Ruby in the Smoke           | Джим Тейлор         |
| 2007      | с   | Дикая вечеринка                      | Party Animals                   | Дэнни Фостер        |
| 2007      | тф  | Тень «Полярной звезды»               | The Shadow in the North         | Джим Тейлор         |
| 2007      | с   | Тайный дневник девушки по вызову     | Secret Diary of a Call Girl     | Тим                 |
| 2007      | с   | Улица                                | The Street                      | Йен Хэнли           |
| 2008      | ф   | Залечь на дно в Брюгге               | In Bruges                       | Гарри в юности      |
| 2009      | мтф | Моисей Джонс                         | Moses Jones                     | Дэн Твентимен       |
| 2009      | кор | Вместе                               | Together                        | Роб                 |
| 2010—2013 | с   | Доктор Кто                           | Doctor Who                      | Одиннадцатый Доктор |
| 2010      | ф   | Чрево                                | Womb                            | Томас               |
| 2010      | с   | Приключения Сары Джейн               | The Sarah Jane Adventures       | Доктор              |
| 2011      | тф  | Кристофер и ему подобные             | Christopher and His Kind        | Кристофер Ишервуд   |
| 2012      | ф   | Берт и Дикки                         | Bert and Dickie                 | Берт Бушнелл        |
| 2013      | тф  | Приключение в пространстве и времени | An Adventure in Space and Time  | Доктор              |
| 2013      | кор | (Почти) Пять Докторов: Перезагрузка  | The Five(ish) Doctors Reboot    | в роли себя         |
| 2014      | ф   | Как поймать монстра                  | Lost River                      | Булли               |
| 2015      | ф   | Терминатор: Генезис                  | Terminator Genisys              | Алекс/Скайнет       |
| 2016      | ф   | Гордость и предубеждение и зомби     | Pride and Prejudice and Zombies | Мистер Коллинз      |
| 2016—2017 | с   | Корона                               | The Crown                       | Филипп Маунтбеттен  |
| 2018      | ф   | Мэпплторп                            | Mapplethorpe                    | Роберт Мэпплторп    |
| 2018      | ф   | Нулевой пациент                      | Patient Zero                    | Морган              |
| 2018      | ф   | Так сказал Чарли                     | Charlie Says                    | Чарльз Мэнсон       |
| 2019      | ф   | Опасные секреты                      | Official Secrets                | Мартин Брайт        |
| 2020      | ф   | Его дом                              | His House                       | Марк Эссворт        |
| 2021      | ф   | Прошлой ночью в Сохо                 | Last Night in Soho              | Джек                |
| 2021      | ф   | Прощённый                            | The Forgiven                    | Ричард Гэллоуэй     |
| 2022      | ф   | Морбиус                              | Morbius                         | Майло               |
| 2022      | с   | Дом Дракона                          | House of the Dragon             | Деймон Таргариен    |
| 2023      | ф   | Бесплодная земля                     | Starve Acre                     | Ричард              |

### Театр
| Год       | Русское название           | Оригинальное название          | Роль                 | Театр                                  |
| --------- | -------------------------- | ------------------------------ | -------------------- | -------------------------------------- |
| 2003      | Убийство в соборе          | Murder in the Cathedral        | Томас Бекет          | Национальный молодёжный театр, Лондон  |
| 2004      | Мастер и Маргарита         |                                | Фагот                | Лирик Хаммерсмит, Лондон               |
| 2004      | Новые убийства             | Fresh Kills                    | Арнольд              | Ройал-Корт, Лондон                     |
| 2005      | На берегу необъятного мира | On the Shore of the Wide World | Пауль Данцингер      | Театр Королевской биржи, Манчестер     |
| 2005      | На берегу необъятного мира | On the Shore of the Wide World | Пауль Данцингер      | Королевский национальный театр, Лондон |
| 2005—2006 | Любители истории           | The History Boys               | Локвуд               | Королевский национальный театр, Лондон |
| 2006      |                            | Burn/Chatroom/Citizenship      | различные персонажи  | Королевский национальный театр, Лондон |
| 2007      | То лицо                    | That Face                      | Генри                | Ройал-Корт, Лондон                     |
| 2007—2008 | Среди акул                 | Swimming with Sharks           | Гай                  | Водевиль, Лондон                       |
| 2008      | То лицо                    | That Face                      | Генри                | Театр герцога Йоркского, Лондон        |
| 2013—2014 | Американский психопат      | American Psycho                | Патрик Бэйтман       | Алмейда, Лондон                        |
| 2019      | Лёгкие                     | Lungs                          |                      | Олд Вик, Лондон                        |
| 2024      | Враг народа                | An Enemy of the People         | доктор Томас Стокман | Театр герцога Йоркского, Лондон        |

### Видеоигры
| Год  |    | Русское название                                                     | Оригинальное название           | Роль                |
| ---- | -- | -------------------------------------------------------------------- | ------------------------------- | ------------------- |
| 2010 | ки | Доктор Кто: Приключенческие игры (Windows, Mac)                      | Doctor Who: The Adventure Games | Доктор              |
| 2010 | ки | Доктор Кто: Возвращение на Землю (Wii)                               | Doctor Who: Return to Earth     | Доктор              |
| 2010 | ки | Доктор Кто: Эвакуация Земли (NDS)                                    | Doctor Who: Evacuation Earth    | Доктор              |
| 2012 | ки | Доктор Кто: Часы Вечности (Playstation 3, Windows, PlayStation Vita) | Doctor Who: The Eternity Clock  | Доктор              |
| 2015 | ки | Lego Dimensions                                                      | Lego Dimensions                 | Одиннадцатый Доктор |

## Награды и номинации
| Год  | Награда                                     | Категория                                                                                         | Работа                             | Результат |
| ---- | ------------------------------------------- | ------------------------------------------------------------------------------------------------- | ---------------------------------- | --------- |
| 2010 | TV Choice Award                             | Лучший актёр                                                                                      | «Доктор Кто»                       | Номинация |
| 2011 | TV Choice Award                             | Лучший актёр                                                                                      | «Доктор Кто»                       | Номинация |
| 2011 | National Television Awards                  | Лучший актёр в драматическом сериале                                                              | «Доктор Кто»                       | Номинация |
| 2011 | SFX Award                                   | Лучший актёр                                                                                      | «Доктор Кто»                       | Победа    |
| 2011 | BAFTA TV                                    | Лучшая мужская роль                                                                               | «Доктор Кто»                       | Номинация |
| 2011 | Constellation Award                         | Лучшая актёрская игра в эпизоде научно-фантастического сериала (за эпизод «Рождественская песнь») | «Доктор Кто»                       | Номинация |
| 2011 | Scream Award                                | Лучший актёр в фантастическом фильме                                                              | «Доктор Кто»                       | Победа    |
| 2011 | Stonewall Award                             | Артист года                                                                                       | «Кристофер и ему подобные»         | Номинация |
| 2012 | National Television Awards                  | Лучший актёр в драматическом сериале                                                              | «Доктор Кто»                       | Победа    |
| 2012 | SFX Award                                   | Лучший актёр                                                                                      | «Доктор Кто»                       | Победа    |
| 2012 | TV Choice Award                             | Лучший актёр                                                                                      | «Доктор Кто»                       | Номинация |
| 2013 | TV Choice Award                             | Лучший актёр                                                                                      | «Доктор Кто»                       | Номинация |
| 2013 | National Television Awards                  | Лучший актёр в драматическом сериале                                                              | «Доктор Кто»                       | Номинация |
| 2014 | National Television Awards                  | Лучший актёр в драматическом сериале                                                              | «Доктор Кто»                       | Победа    |
| 2016 | BloodGuts UK Horror Awards                  | Лучший актёр второго плана                                                                        | «Гордость и предубеждение и зомби» | Номинация |
| 2017 | Премия Гильдии киноактёров США              | Лучший актёрский состав в драматическом сериале                                                   | «Корона»                           | Номинация |
| 2017 | Broadcasting Press Guild Awards             | Лучший актёр                                                                                      | «Корона»                           | Номинация |
| 2017 | Online Film & Television Association Awards | Лучший актёр в драматическом сериале                                                              | «Корона»                           | Номинация |
| 2018 | Broadcasting Press Guild Awards             | Лучший актёр                                                                                      | «Корона»                           | Номинация |
| 2018 | Прайм-таймовая премия «Эмми»                | Лучший актёр второго плана в драматическом сериале                                                | «Корона»                           | Номинация |
| 2018 | Broadcasting Press Guild Awards             | Лучший актёр                                                                                      | «Корона»                           | Номинация |
| 2018 | Online Film & Television Association Awards | Лучший актёр второго плана в драматическом сериале                                                | «Корона»                           | Номинация |
| 2023 | Выбор телевизионных критиков                | Лучший актёр второго плана в драматическом сериале                                                | «Дом Дракона»                      | Номинация |